# Corollario Roosevelt

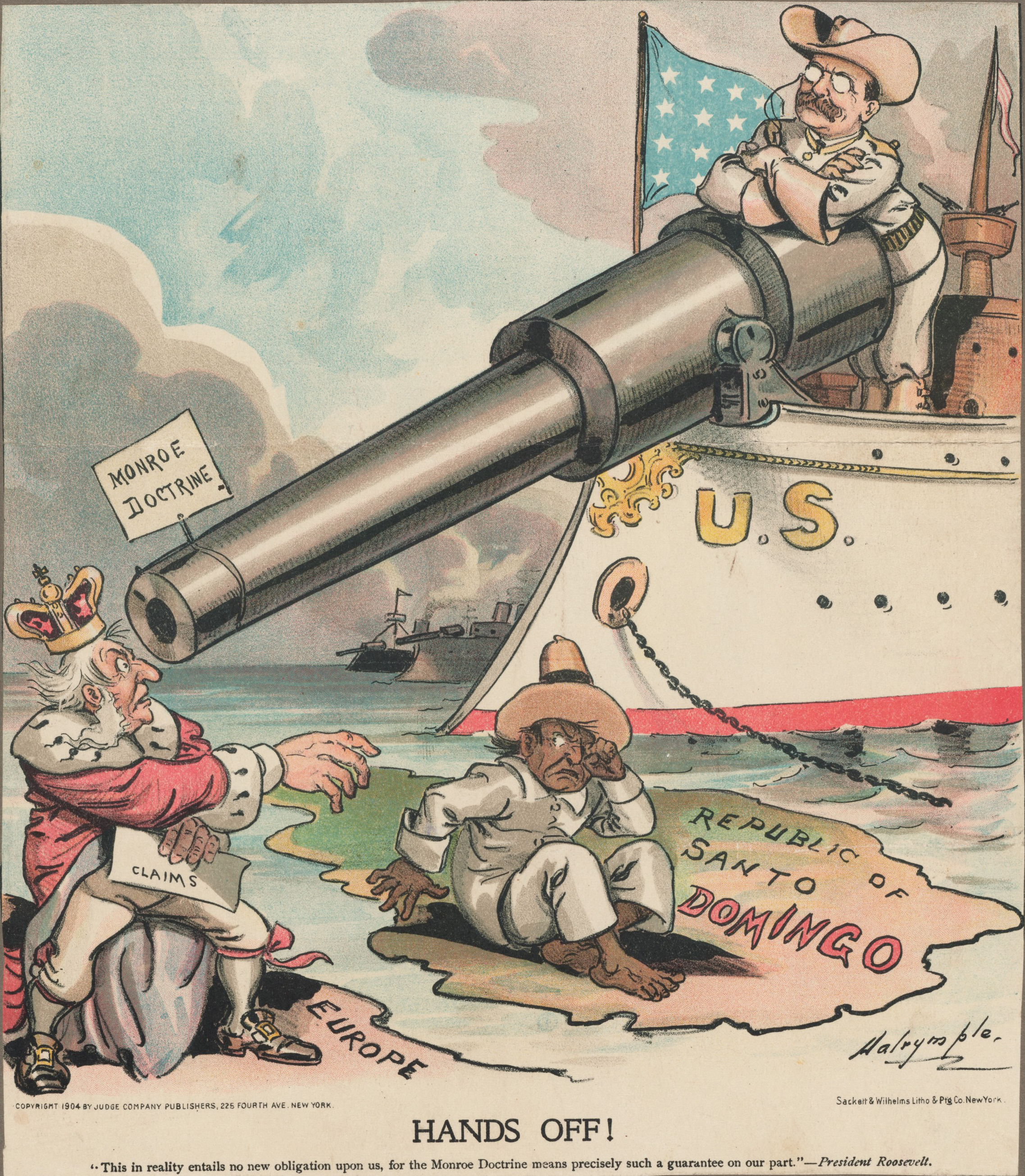
Vignetta del 1906 rappresentante il "Corollario Roosevelt", il presidente usa la potenza navale statunitense per ridurre l'influenza europea nelle Americhe. Il cartello sul cannone dice "Dottrina Monroe".

Il corollario Roosevelt è un'aggiunta del presidente Theodore Roosevelt alla dottrina Monroe, sintetizzabile nelle parole da questi pronunciate davanti al Congresso nel dicembre 1904: "Stante la dottrina Monroe, comportamenti cronici sbagliati nel continente americano richiedono l'intervento di polizia internazionale da parte di una nazione civilizzata". 
Tali parole si riferiscono a un compito ritenuto spettante agli Stati Uniti, in relazione all'espansionismo territoriale dei Paesi europei.
Il corollario Roosevelt fu teorizzato dopo che, a causa di questioni finanziarie, Germania, Italia e Regno Unito avevano minacciato un intervento armato in Venezuela nel 1902, salvo poi sottoporsi alla Corte permanente di arbitrato, su pressione dello stesso Roosevelt, e dopo che trentadue Paesi avevano reclamato il pagamento di 32 milioni di dollari di debito da parte della Repubblica Dominicana.